# ボビー・ラッシュ
ボビー・ラッシュ（Bobby Rush、本名Emmett Ellis Jr.、1933年11月10日 - ）はアメリカ合衆国のブルース・歌手、ソングライター、ミュージシャン、音楽プロデューサーである。彼の音楽スタイルは、ブルースにラップ、ファンクなどの要素を取り入れ、比喩的な表現を使ったコミカルな歌詞を特徴とする。
ラッシュは、2024年の時点でブルース音楽賞を16賞受賞しており、83歳だった2017年にはアルバム『Porcupine Meat』で初のグラミー賞も受賞した。彼はブルースの殿堂、ミシシッピのミュージシャンの殿堂、リズム・アンド・ブルース音楽の殿堂の各殿堂入りを果たしている。

## 来歴

### 幼少期
ラッシュは父エメットと母マティの息子として、ルイジアナ州ホーマーに生を受けた。父親は牧師で、彼が演奏するギターとハーモニカが幼いラッシュに音楽的な影響を与えた。幼少期に彼はサトウキビのシロップの缶と金属ワイヤーを使って作ったディドリー・ボーを弾くようになった。1947年頃に一家はアーカンソー州のパインブラフに引っ越し、父親はそこの教会で牧師職を務める傍ら、農業も営んだ。

### キャリア初期
このパインブラフでラッシュはエルモア・ジェームス、ジェームスの従兄でギタリストのボイド・ギルモア、ピアノ奏者のジョニー・"ビッグ・ムース"・ウォーカーらと知り合う。彼はやがてバンドを結成して、歌とギター、ハーモニカをプレイするようになった。彼の当時のバンド、ボビー・ラッシュ・アンド・ザ・フォー・ジャイヴァーズのメンバーにはギルモアとウォーカーに加え、パイントップ・パーキンズ、ロバート・プランケットがいた。ギルモアを通じ、ラッシュはミシシッピ州クラークスデールのミュージシャン、アイク・ターナーと知り合うこととなった。

### シカゴへ
当時まだ10代だったラッシュは、観客の声援を受け付け髭を付けてバンドで地元のジューク・ジョイントでプレイした。彼の家族は1953年にシカゴに移住、ラッシュは以後10年の間シカゴのブルース・シーンで活躍することとなった。シカゴで彼は近隣に住んでいたマディ・ウォーターズ、リトル・ウォルターと出会って親交を深めた。ウォルターの紹介でラッシュはスキンズという名のクラブで、カーテンの裏に隠れて白人のためにプレイする職を得る一方、ジミー・リードとも共演するようになる。これらのコネクションから、ラッシュはエタ・ジェイムズ、ハウリン・ウルフ、マディ・ウォーターズ、ジミー・リードらとレギュラーのギグをこなすようになった。

### レコード・デビュー
1964年、ラッシュは10年以上の演奏活動の後、シカゴのソウル・レーベル、ジェリー-Oよりシングル「Someday」 / 「Let Me Love You」でレコード・デビューを果たした。
1971年には自作曲「Chicken Heads」をギャラクシー・レーベルよりリリース。この曲は、元ヴィージェイ・レコードのプロデューサー、カルヴィン・カーターが設立した零細レーベルが配給を手掛け、注目を浴びるようになった。1971年にビルボードのR&Bチャートの34位を記録するヒットとなっている。「Chicken Heads」は同年、ラッシュにとって初めてとなるゴールド・レコードに認定され、その後30年以上経ってから、映画『ブラック・スネーク・モーン』で使用されたことにより、再びビルボード・チャート入りをしている。
ラッシュはまたブラック・ミュージック界を代表するレーベルのひとつであるフィラデルフィア・インターナショナルへレオン・ハフのプロデュースの下でレコーディングを行ない、1979年にファースト・アルバム『Rush Hour』をリリースした。ここに収録された「I Wanna Do the Do」は同年ビルボードR&Bチャートの75位を記録している。ロバート・クリストガウは『Christgau's Record Guide: Rock Albums of the Seventies』（1981年）の中で『Rush Hour』を評し次のように書いている。「楽しさにあふれている。レオン・ハフが魂にソウルを持つ人と仕事をしたことを嬉しく思うし、鍵を紛失することについてのプロテスト・ソングを聴いて勇気づけられた。しかし、馬鹿げたEvil Is、個性に欠けるHey, Western Union Manなど曲の多くはケニー・ギャンブルよりも馬鹿げている」。
彼のアルバムで、次にゴールド・ディスクに認定されることになったのは1981年の『Sue』、そして1991年の『Ain't Studdin' Ya』であった。

### 1980年代、ジャクソンへ
1980年代初頭にラッシュはミシシッピ州ジャクソン に移住した。理由は奴隷だった自身の祖先のルーツを探るためとのこと。彼はラジャム・レーベル、マラコ・レコード傘下のウォルドクシー、そして2003年には元マラコ・レコードの幹部だったグレッグ・プレストンと設立した自身のレーベル、ディープ・ラッシュといったレーベルより作品を出し続けている。彼のレーベルに所属しているアーティストにはミシシッピ州クリスタル・スプリングス出身のミュージシャンでかつてのラッシュのバンドメイトでもあったデクスター・アレンがいる。

### 2000年代以降の活動
ラッシュは、マーティン・スコセッシが製作総指揮を執る「THE BLUES Movie Project」の7本のドキュメンタリー映画のうちの一つ2003年の『ロード・トゥ・メンフィス』に出演した。この映画の影響で、ローリング・ストーン誌は彼に「チタリン・サーキットの王」との称号を与えた。彼が50年もの長きに渡り、過酷なツアーを続け、華やかなライヴ・ショーをしてきたことによるものである。
2004年のアルバム『FolkFunk』はギタリストのアルヴィン・ヤングブラッド・ハートをフィーチャーし、よりルーツ志向のサウンドへの回帰を図っている。同年、ラッシュは独立系アーティストのキャリアを支援する第2回インデペンデント・ミュージック・アワードの審査員を務めた。ラッシュはビル・クリントンが大統領に就任した際、ジェームス・ブラウンとともにホワイトハウスでパフォーマンスを行なっている。2014年には、アーカンソー州の州主催のイベントにおいて、再度クリントン夫妻のために演奏した。
2007年、ラッシュはブルース・アーティストとして初めて中国の万里の長城で公演を行なった。4万人を超える大聴衆の前で演奏をし、中国で「ブルースの親善大使」との称号を授けられた。この他ラッシュはオーストラリアのシドニー、フランスのパリ、日本の東京、中国の上海、南アフリカのヨハネスブルグ、ドイツのベルリン、イタリアのローマ、スペインのバルセロナ、スイスのルツェルン、ニューヨーク、シカゴ、メンフィス、ロサンゼルス、ミシシッピ州のジャクソンなど世界の主要都市で公演を行なった実績がある。
2014年、ラッシュのアルバム『Down In Louisiana』がグラミー賞の最優秀ブルース・アルバム賞にノミネートされ、ブルース音楽賞でも3部門にノミネートされ、年間ソウル・ブルース・アルバム賞を受賞した。
2015年には、ファンク・バンドのブラインドドッグ・スモーキンおよびドクター・ジョンとの共演作『Decisions』で再度グラミー賞の最優秀ブルース・アルバム賞にノミネートされた。
2014年7月、ラッシュはザ・トゥナイト・ショー・スターリング・ジミー・ファロンにダン・エイクロイドとともに出演し、ジェームス・ブラウンの楽曲を演奏した。
ラッシュは2015年のドキュメンタリー映画『I AM THE BLUES アイ・アム・ザ・ブルース』に出演している。彼はまた、エディ・マーフィ主演の2019年の映画『ルディ・レイ・ムーア（原題：Dolemite Is My Name）』に自身の役で出演し「I Ain’t Studdin’ You」を演奏している。

## 来日公演
ラッシュは、以下の通り来日公演を行なっている。

### 1999年
パークタワー・ブルース・フェスティバル
- 12月10日（金）、11日（土）、12日（日）　新宿パークタワー・ホール[29]

### 2012年
単独公演
- 4月19日（木）、20日（金）　ビルボードライブ東京[30]

### 2014年
フジロックフェスティバル
- 7月27日（日）　苗場スキー場[31]

## 受賞と評価
2006年、ラッシュはブルースの殿堂入りを果たした。2012年にはミシシッピのミュージシャンの殿堂に、2015年にはリズム・アンド・ブルース音楽の殿堂に迎え入れられている。
2008年には、ミシシッピ州ジャクソンにミシシッピ・ブルース・トレイルのボビー・ラッシュの標識が建てられている。
2015年5月、ラッシュはブルースの殿堂のテープカットをした。メンフィス観光局の局長が紹介のスピーチをし、その様子は地元ニュースで放送された。
2015年、ラッシュはブルース音楽賞のソウル・ブルース男性アーティスト賞およびB.B.キング・エンターテイナー賞の2賞を受賞している。
2019年5月、ラッシュはローズ・カレッジによって人文科学の名誉学位を授与された。卒業式典の中で、彼の「アメリカ・ザ・ビューティフル」のブルース・バージョンの演奏動画が初披露された。この動画は、エディ・コットンとローズ・カレッジ・マイク・カーブ音楽研究所の学生たちと共にロイヤル・スタジオで撮影されたものであった。
2017年、ラッシュは『Porcupine Meat』でブルース音楽賞の年間アルバム賞を、『Chicken Heads: A 50-Year History of Bobby Rush』で年間歴史的アルバム賞を受賞。これら2賞は彼にとって通算11賞、12賞目となった。

### グラミー賞
2017年、ラッシュは『Porcupine Meat』でグラミー賞の最優秀トラディショナル・ブルース・アルバム賞を受賞した。83歳にして初めてのグラミー受賞であった。2018年、アメリカ合衆国のエレクトロニック音楽デュオ、Smleによるラッシュの楽曲「Funk O'De Funk」のリミックスが第60回グラミー賞の最優秀リミックス・レコーディング賞にノミネートされた。しかしながら、受賞したのはLatroitによるデペッシュ・モードの「You Move」のリミックスで、Smleは受賞を逃した。
| 年     | ノミネート対象                  | 賞                                           | 結果       |
| ------ | ------------------------------- | -------------------------------------------- | ---------- |
| 2001年 | 『Hoochie Man』                 | 最優秀コンテンポラリー・ブルース・アルバム賞 | ノミネート |
| 2014年 | 『Down In Louisiana』           | 最優秀ブルース・アルバム賞                   | ノミネート |
| 2015年 | 『Decisions』                   | 最優秀ブルース・アルバム賞                   | ノミネート |
| 2017年 | 『Porcupine Meat』              | 最優秀トラディショナル・ブルース・アルバム賞 | 受賞       |
| 2020年 | 『Sitting On Top Of The Blues』 | 最優秀トラディショナル・ブルース・アルバム賞 | ノミネート |
| 2021年 | 『Rawer Than Raw』              | 最優秀トラディショナル・ブルース・アルバム賞 | 受賞       |
| 2024年 | 『All My Love For You』         | 最優秀トラディショナル・ブルース・アルバム賞 | 受賞       |

## 生誕年について
ラッシュの生誕年については1933年生まれという説が広く知られているが、諸説ある。1940年の国勢調査に「3歳」と記載されているという情報の他、1936年とする記事情報、1940年、1937年、1934年のいずれかとする情報など情報が交錯しており、本人の証言も一貫していない。彼は「はっきりとわかるのは1947年に私がラバを使って畑を耕していたことだけだ」と語っている。

## 芸名
エメット・エリス・ジュニアが芸名「ボビー・ラッシュ」を名乗るようになった経緯ははっきりしない。ラッシュは「牧師であった父親に敬意を示すため」と述べており、同じ名前だった父親と区別するために改名をしたということのようである。

## ディスコグラフィー

### アルバム
- 1979年 『Rush Hour』 (Philadelphia International)
- 1981年 『Sue』 (LaJam)
- 1983年 『Wearing It Out』 (LaJam)
- 1984年 『Gotta Have Money』 (LaJam)
- 1985年 『What's Good For The Goose Is Good For The Gander』 (LaJam)
- 1988年 『A Man Can Give It - But He Can’t Take It』 (LaJam)
- 1983年 『Making a Decision』 (LaJam)
- 1990年 『Man Can Give It but He Can't Take It』 (LaJam)
- 1991年 『I Ain't Studdin' You』 (Urgent!)
- 1992年 『Handy Man』 (Urgent!)
- 1995年 『One Monkey Don't Stop No Show』 (Waldoxy)
- 1995年 『It's Alright』 (Ronn)
- 1996年 『Wearing It Out』 (LaJam)
- 1997年 『Lovin' A Big Fat Woman』 (Waldoxy)
- 1997年 『It's Alright, Vol. 2』 (Ronn)
- 2000年 『Hoochie Man』 (Waldoxy)
- 2003年 『Undercover Lover』 (Deep Rush)
- 2003年 『Live At Ground Zero』 DVD + CD (Deep Rush)
- 2004年 『Folkfunk』 (Deep Rush)
- 2005年 『Night Fishin』 (Deep Rush)
- 2007年 『Raw』 (Deep Rush)
- 2008年 『Look At What You Gettin'』 (Deep Rush)
- 2009年 『Blind Snake』 (Deep Rush)
- 2011年 『Show You A Good Time』 (Deep Rush)
- 2013年 『Down In Louisiana』 (Thirty Tigers)[41][42]
- 2014年 『Decisions』 (Silver Talon Records)
- 2016年 『Porcupine Meat』 (Rounder Records)
- 2019年 『Sitting On Top Of The Blues』 (Deep Rush)
- 2020年 『Rawer Than Raw』 (Deep Rush)
- 2023年 『All My Love For You』 (Deep Rush)

### コンピレーション
- 1992年 『Instant Replays: The Hits』 (Urgent!)
- 1998年 『Deep South Funk (The Best Of Bobby Rush On Waldoxy)』 (P-Vine)
- 1999年 『The Best of Bobby Rush』 (LaJam)
- 2003年 『Absolutely The Best』 (Fuel 2000)
- 2005年 『Hen Pecked』 (601 Music)
- 2006年 『Essential Recordings, Volume 1』 (Deep Rush)
- 2006年 『Essential Recordings, Volume 2』 (Deep Rush)
- 2013年 『Southern King Of Funk Blues』 (Soul Selector)
- 2015年 『Chicken Heads: A 50-Year History Of Bobby Rush』 (Omnivore Recordings)

### シングル
- 1964年 「Someday」 / 「Let Me Love You」 (Jerry-O)
- 1966年 「Your The One For Me」 / 「Done Got Over」 (Palos)
- 1967年 「Sock Boo Ga Loo」 / 「Much Too Much」 (Starville/Checker)
- 1968年 「Gotta Have Money」 / 「Camel Walk」 (ABC)
- 1969年 「Wake Up」 / 「The Things That I Used to Do」 (Salem)
- 1969年 「What Now」 / 「Just Be Yourself」 (Salem)
- 1969年 「Let It All Hang Out」 / 「Just Be Yourself」 (Salem)
- 1970年 「Done Got Good To Me Pt. I」 / 「Done Got Good To Me Pt. II」 (Sedgrick)
- 1971年 「Chicken Heads」 / 「Mary Jane」 (Galaxy)
- 1972年 「Gotta Be Funky」 / 「Gotta Find You Girl」 (On Top)
- 1972年 「Bowlegged Woman, Knock-Kneed Man Part1」 / 「Bowlegged Woman, Knock-Kneed Man Part2」 (On Top)
- 1973年 「I Don’t Know」 / 「Niki Hoeky」 (Jewel)
- 1974年 「Get It On with Me」 / 「It’s Alright」 (Jewel)
- 1974年 「Get Out Of Here Part I」 / 「Get Out Of Here Part II」 (Warner Bros.)
- 1976年 「I’m Still Waiting」 / 「She Put the Whammy On Me」 (London)
- 1979 年 「I Wanna Do The Do」 / 「Hey Western Union Man」 (Philadelphia International)
- 1979年 「Let’s Do It Together」 / 「I Can’t Find My Keys」 (Philadelphia International)
- 1981年 「Get It On With Me」 / 「Dust My Broom-Baby What You Want Me To Do」 (Jewel)
- 1982年 「Talk To Your Daughter」 / 「Think」 (LaJam)
- 1982年 「Chicken Head 82 (Vocal)」 / 「Chicken Head 82 (Inst)」 (LaJam)
- 1983年 「Sue」 / 「Sue」 (LaJam)
- 1983年 「Making A Decision」 / 「Bertha Jean」 (LaJam)
- 1984年 「Gotta Have Money」 /「Gotta Have Money」 (LaJam)
- 1984年 「She Caught Me With My Pants Down」 /「Buttermilk Kid」 (LaJam)
- 1984年 「Santa Claus Wants Some Too (Vocal)」 /「Santa Claus Wants Some Too (Instr.)」 (LaJam)
- 1988年 「A Man Can Give It (But He Can’t Take It)」 /「Ain't That Good Lovin'」 (LaJam)
- 1991年 「I Ain't Studdin' You」 / 「Blues Singer」 (Urgent!)
- 1992年 「You, You, You (Know What to Do)」 / 「Time To Hit The Road Again」(Urgent!)
- 1992年 「I’m Gone」 /「Before Sex」 (Urgent!)
- 1993年 「Handy Man」 /「Second Hand Man」 (Urgent!)
- 1995年 「She's A Good 'Un」 / 「It's Alright」 (Ronn)
- 1995年 「Niki Hoeky」 / 「Get Out Of Here With Your Boom-Boom」 (Ronn)
- 1995年 「One Monkey Don’t Stop No Show」 / 「Blues With A Feeling」 (Waldoxy)
- 1996年 「Too Late, I’m Gone」 / 「Pony Ride」 with Poonanny (Waldoxy)
- 1997年 「Booga Bear」 / 「Feel Like Getting' It On」 (Waldoxy)
- 2000年 「Hoochie Man (Radio Mix)」CD single (Waldoxy)
- 2020年 「Dolemite Kid」 MP3 single (Deep Rush)

## 自伝の出版
2021年、ラッシュはハーブ・パウエルとの共著という形で自伝『I Ain’t Studdin’ Ya - My American Blues Story』をダ・カーポ・プレスより出版した。